# Ridgeville (Alabama)
Ridgeville è un comune degli Stati Uniti d'America situato nella contea di Etowah dello Stato dell'Alabama.